# ヴラディミル・ディシュリェンコヴィッチ
ヴラディミル・ディシュリェンコヴィッチ（セルビア語: Bлaдимиp Дишљeнкoвић,ウクライナ語: Бладіміп Дішленкович ラテン文字表記: Vladimir Dišljenković, 1981年7月2日 - ）は、ユーゴスラビア（現セルビア）・ベオグラード出身のサッカー選手。ポジションはGK。
2010年にセルビア国籍を放棄しウクライナに帰化した。

## 経歴
2001年、FKハイドゥク・ベオグラードからレッドスター・ベオグラードへ移籍。レッドスター・ベオグラードには3年間の在籍。2004年から、ウクライナのFCメタルルフ・ドネツィクへ移籍を果たした。

## 代表歴
2004年にセルビア・モンテネグロ代表として1試合に出場。セルビア代表としては、正ゴールキーパーであるヴラディミル・ストイコヴィッチの控えに甘んじた。